# Franz Barbarini

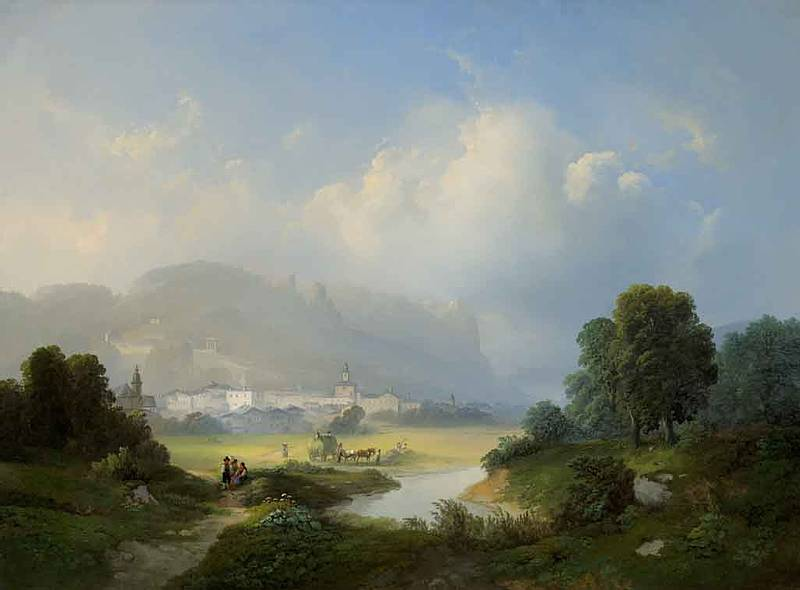
Franz Barbarini: Ansicht von Hallein, 1865

Franz Barbarini (* 1804 in Znaim; † 20. Jänner 1873 in Wien) war ein österreichischer Landschaftsmaler, Stecher und Radierer.

## Leben

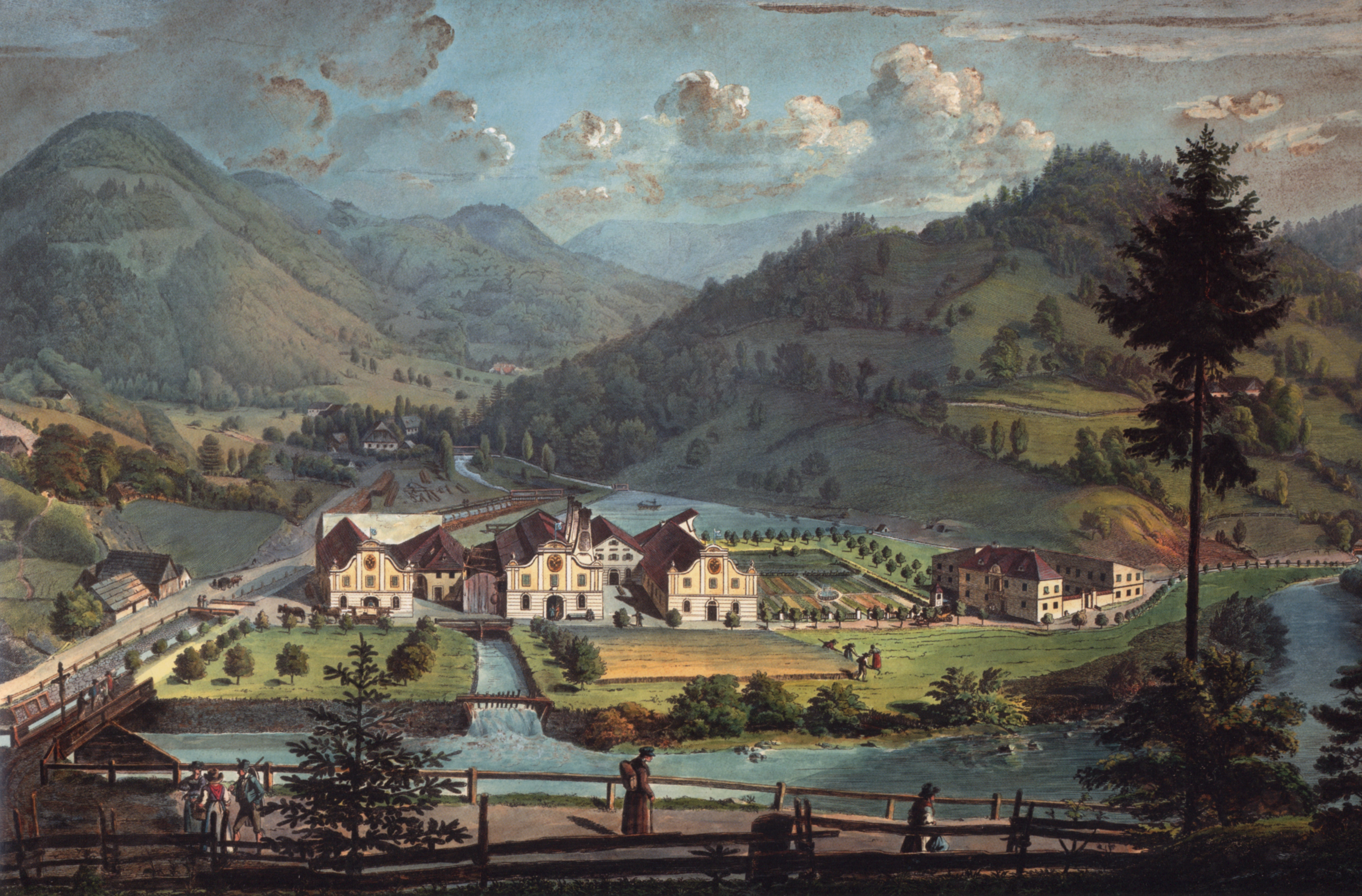
Franz Barbarini: Töpperfabrik Neubruck bei Scheibbs, 1827

Franz Barbarini studierte von 1824 bis 1826 an der Wiener Akademie in der Bildhauerklasse, anschließend beim Bildhauer Josef Kempel. Nach anfänglichen Graveurarbeiten wandte er sich der Landschaftsmalerei zu. Auf Studienreisen durch die österreichischen und Schweizer Alpen entstanden realistische Ölbilder, Aquarelle, Zeichnungen und Radierungen.
Seine Söhne Gustav Barbarini (1840–1909) und Emil Barbarini (1855–1933) wurden ebenfalls Maler.